# Почесні громадяни Тирасполя
| Почесні громадяни Тирасполя | Почесні громадяни Тирасполя         | Почесні громадяни Тирасполя         | Почесні громадяни Тирасполя                                                                   | Почесні громадяни Тирасполя |
| --------------------------- | ----------------------------------- | ----------------------------------- | --------------------------------------------------------------------------------------------- | --------------------------- |
| №:                          | П. І. Б.                            | Дати життя                          | Діяльність                                                                                    | Дата присвоєння             |
| 1.                          | Судець Володимир Олександрович      | 23 жовтня 1904 — 6 травня 1981      | Маршал авіації, Герой Радянського Союзу                                                       | 29 серпня 1964              |
| 2.                          | Жданович Степан Наумович            | 1896—                               | Начальник управління консервної промисловості Раднаргоспу МРСР (1957—1959)                    | 7 серпня 1968               |
| 3.                          | Фойницький Олександр Федорович      | 1886—1973                           | художник                                                                                      | 1968                        |
| 4.                          | Царев Олексій Федорович             | 17 березня 1883 — 2 вересня 1970    | Учасник повстання на броненосці «Потьомкін», державний і громадський діяч                     | 1968                        |
| 5.                          | Осташенко Федір Афанасійович        | 19 червня 1896 — 27 жовтня 1976     | Генерал-лейтенант, Герой Радянського Союзу                                                    | 11 квітня 1969              |
| 6.                          | Остапенко Іван Данилович            |                                     |                                                                                               | 24 вересня 1969             |
| 7.                          | Шарохін Михайло Миколайович         | 23 листопада 1898 — 19 вересня 1974 | Генерал-полковник, Герой Радянського Союзу                                                    | 1969                        |
| 8.                          | Дяченко Гнат Дмитрович              |                                     | Заслужений будівельник МРСР, Герой Соціалістичної Праці                                       | 23 грудня 1973              |
| 9.                          | Горбатко Віктор Васильович          | 3 грудня 1934                       | Льотчик-космонавт, Двічі Герой Радянського Союзу                                              | 12 квітня 1974              |
| 10.                         | Бочковський Володимир Олександрович | 28 червня 1923 — 8 травня 1999      | Генерал-лейтенант, Герой Радянського Союзу                                                    | 22 лютого 1978              |
| 11.                         | Москаленко Кирило Семенович         | 11 травня 1902 — 17 червня 1985     | Маршал Радянського Союзу, Двічі Герой Радянського Союзу                                       | 22 лютого 1978              |
| 12.                         | Соловйова Валентина Сергіївна       |                                     | Герой Соціалістичної Праці                                                                    | 12 березня 1978             |
| 13.                         | Крецул Дмитро Володимирович         | 1933 — 20 квітня 2008               | Герой Соціалістичної Праці                                                                    | 22 грудня 1982              |
| 14.                         | Павлов Іван Олександрович           |                                     | Герой Соціалістичної Праці                                                                    | 22 грудня 1982              |
| 15.                         | Синєв Віктор Григорович             |                                     |                                                                                               | 8 жовтня 2002               |
| 16.                         | Качуровська Ніна Іллінічна          |                                     |                                                                                               | 30 жовтня 2003              |
| 17.                         | Петрик Павло Петрович               |                                     |                                                                                               | 19 липня 2005               |
| 18.                         | Смирнов Ігор Миколайович            | 3 жовтня 1941                       | Президент самопроголошеної та невизнаної Придністровської Молдавської Республіки з 1991 року. | 23 серпня 2005              |
| 19.                         | Лужков Юрій Михайлович              | 21 вересня 1936                     | мер Москви                                                                                    | 11 жовтня 2006              |
| 20.                         | Ордін Вілор Миколайович             |                                     |                                                                                               | 10 жовтня 2008              |
| 21.                         | Баєв Олег Маркович                  |                                     |                                                                                               | 11 листопада 2008           |